# Willem Eversdijck

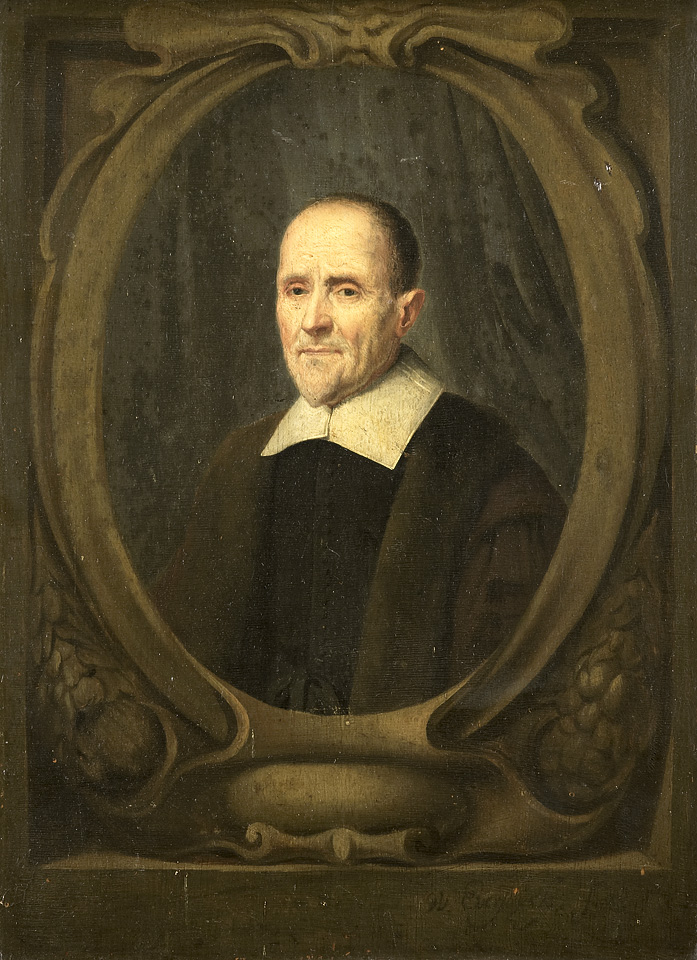
Willem Eversdijck. Portret van Cornelis Fransz. Eversdijck. 1660-1666. Amsterdam, Rijksmuseum Amsterdam.

Willem Eversdijck (Goes, tussen 1616 en 1620 – begraven Middelburg, 9 maart 1671) was een Nederlands schilder en tekenaar behorend tot de Hollandse School.
Hij was zoon van de schilder Cornelis Eversdijck en werd aanvankelijk door hem in Goes opgeleid. In 1633 was hij in Antwerpen leerling van Cornelis de Vos. In 1652 werd hij lid van het Sint-Lucasgilde in Middelburg, waar hij in 1671 overleed. Van Eversdijck zijn portretten en keukenstillevens bekend.
- Biografisch Portaal: 04258862
- Digitale Bibliotheek voor de Nederlandse Letteren: ever065
- Library of Congress Control Number: nr2003020055
- RKD-Nederlands Instituut voor Kunstgeschiedenis: 26887
- LIBRIS: 304718
- Union List of Artist Names: 500022831
- Virtual International Authority File: 95821882